# Xã Cass, Quận Harrison, Iowa
Xã Cass (tiếng Anh: Cass Township) là một xã thuộc quận Harrison, tiểu bang Iowa, Hoa Kỳ. Năm 2010, dân số của xã này là 236 người.